# Josef Reiter (Judoka)
Josef „Pepi“ Reiter (* 8. Jänner 1959 in Niederwaldkirchen) ist ein ehemaliger österreichischer Judoka und dreimaliger Teilnehmer an Olympischen Spielen. Er trägt den 7. Dan.

## Biografie
Reiter begann seine Judo-Karriere im Jahr 1973. Der gelernte Landwirt aus dem Mühlviertel gewann 1984 bei den Olympischen Spielen in Los Angeles in der Klasse bis 65 kg die erste olympische Medaille im Judosport für Österreich. Dabei nahm Reiter den Umweg über die Hoffnungsrunde und setzte sich im entscheidenden Kampf um die Bronzemedaille im Halbleichtgewicht gegen den Italiener Sandro Rosati durch Kampfrichterentscheid durch. Bereits bei den Spielen 1980 war er bei Olympia angetreten, schied jedoch, wie auch später noch einmal 1988 frühzeitig aus. Der Oberösterreicher wurde des Öfteren durch Verletzungen in seiner Karriere zurückgeworfen, feierte neben seiner Olympiamedaille aber auch noch den Gewinn einer Silber- und dreier Bronzemedaillen bei Europameisterschaften und belegte bei Weltmeisterschaften als bestes Ergebnis den fünften Rang.
2014 wurde die Sporthalle in Niederwaldkirchen zur „Josef-Reiter-Halle“ umbenannt.
2015 wurde ihm das Oberösterreichische Landes-Sportehrenzeichen in Gold für seine besonderen Leistungen und Verdienste für den Sport verliehen.
2018 beendete er seine Arbeit als Cheftrainer des 1. Bundesligateams (UJZ).

## Privates
Seine Schwester Herta Reiter gewann die Europameisterschaft in Oslo 1982 bis 61 kg. Seine Frau Marianne Reiter belegte den dritten Platz bei Österreichischen Meisterschaften. Sein Sohn Georg Reiter gewann 2012 das Weltcupturnier in Miami.

## Erfolge (Auswahl)

### Teilnahmen an Olympischen Spielen
- ausgeschieden in Moskau 1980 im Extraleichtgewicht (bis 60 kg)
- Bronzemedaille in Los Angeles 1984 im Halbleichtgewicht (bis 66 kg)
- ausgeschieden in Seoul 1988 im Halbleichtgewicht

## Auszeichnungen
- OÖ Landes-Sportehrenzeichen in Gold[6]